# 雷彦威
雷彦威（9世纪—10世纪），中国唐朝末年军阀，在其父雷满于901年去世后作为节度使控制武贞军直至903年被弟弟雷彦恭推翻。

## 家世
天复元年（901年），时任武贞军节度使雷满卒，雷彦威称留后。

## 为武贞军节度使
天复三年（903年）四月时，雷彦威已是全权节度使。武昌军节度使杜洪正被淮南节度使杨行密部将李神福攻打，求救于盟友宣武军节度使朱全忠。朱全忠派将韩勍相助，但认为自己的援军还不够，便诱使雷彦威和荆南节度使成汭、武安军节度使马殷也派援。成汭也正和朱全忠结盟，派一支大舰队直趋武昌，以救杜洪。但五月他离开军部江陵府后，雷彦威就派将欧阳思率舟师三千馀人会合马殷将许德勋所率舟师万馀人于荆江口，一同攻陷江陵，焚其楼船，掠其人财。成汭军因而士气尽毁，成汭被李神福所败投江自杀。
雷彦威一度夺取江陵，狡狯残忍，有父风，和其父一样常泛舟焚掠邻镇，江陵和武昌军军部鄂州之间被劫掠得无人。但其弟雷彦恭起事反对他，联合忠义军节度使赵匡凝，将雷彦威逐出江陵。而雷彦恭在当月一度控制江陵后，也在当年十月被赵匡凝的弟弟赵匡明所逐，可见雷彦恭叛雷彦威亦在是年。

## 下落
史书并未明言雷彦威之后的去向和事迹。但后周广顺元年（951年），楚国静江节度使辖下环州刺史因犯后周太祖郭威名讳而改名雷彦洪，此刺史可能就是当初的雷彦威。